# Обігова монета

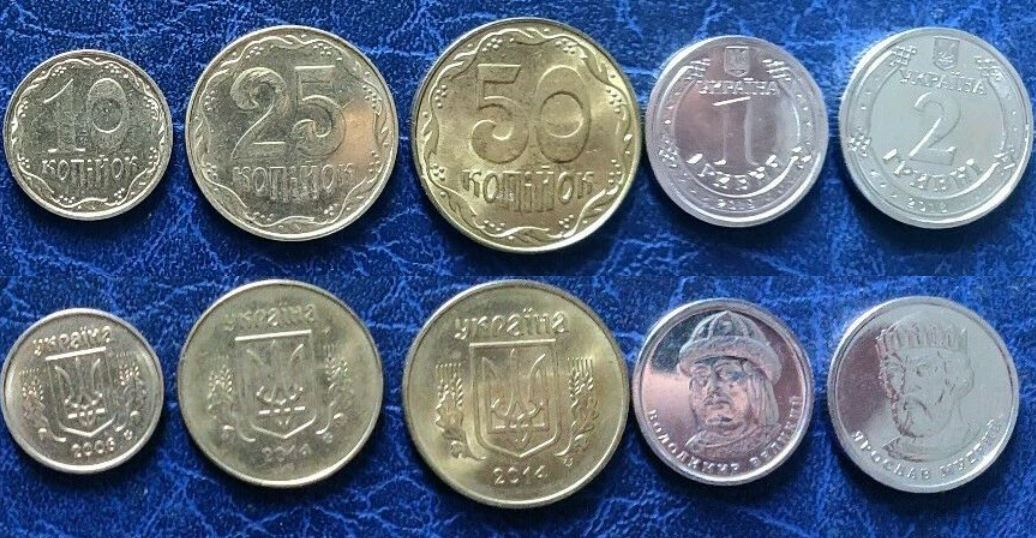
Обігові монети України

Обігова монета — це монета, викарбувана та випущена для торгових цілей, пов'язаних з грошовим обігом.
Див. також статтю «Розмінна монета»

## Опис
Обігові монети на противагу пробним монетам або пам'ятним монетам зазвичай випускаються у відносно великій кількості, і в першу чергу призначені для використання як кишенькові монети, а не для колекціонування.
Обігова монета випускається з номінальною вартістю, причому власна вартість монети не може перевищувати номінальну вартість.
Обігові монети друкуються від імені держави. Водночас обіговими на території країни могли бути й монети інших держав. Так, на територіях України, які входили до складу Речі Посполитої, обіговими монетами були: боратники, гульдени, дукати, тинфи, талери, які карбувались іншими країнами, що існували на той час.

Обігові монети, які втратили форму або стерлися, можуть вилучатися з обігу та замінюватись новими тиражами. Також обігові монети можуть вилучатись з обігу внаслідок переходу на іншу валюту або при проведенні грошової реформи. Так, низка європейських країн відмовились від власних валют з переходом на єдину валюту — євро.

Докладніше: Єврозона

Так, наприклад в Україні з 2018 року відбувається вилучення банкнот та монет попередніх тиражів із замінами їх монетами номіналами 1, 2, 5 та 10 гривень нового зразка. Наразі в обігу також перебувають монети номіналом 10 копійок і 50 копійок
Докладніше: Заміна паперових купюр на монети в Україні 2018—2020

### Обігові пам'ятні монети
Обігові пам'ятні монети — монети спеціальних випусків, які мають характеристики обігової монети (великий тираж, якість друку, недорогоцінні матеріали), так і пам'ятних монет (випуск до певної пам'ятної події, об'єкта тощо).
Так, 2015 року Національний банк України започаткував серію «Збройні Сили України», до якої з 2018 року входять також монети номіналом 10 гривень і виготовлені з недорогоцінного сплаву на основі цинку з покривом нікелем. Категорія якості карбування таких монет — «анциркулейтед», а тираж кожної з них — 1 000 000 шт.

До цього обігові пам'ятні монети карбувались номіналом 1 гривня.
Детальніше: 1 гривня (монета)

## Колекціонування
Як тільки монета або валюта вилучається з ринку, це вже не обігова монета, а стара монета. Обігові монети, вилучені з обігу, не будучи законним платіжним засобом, а також монети високої якості та без слідів використання в розрахунках можуть мати колекційну цінність.